# Талал Юсеф
Талал Юсеф Ахмед бін Ятім або просто Талал Юсеф (араб. طلال يوسف; нар. 24 лютого 1975, Бахрейн) — бахрейнський футболіст, півзахисник.
Юсеф переважно виступає на позиції опорного півзахисника, інколи — нападника. Наприкінці футбольної кар'єри припинив виступи за національну збірну Бахрейну, у футболці якої зіграв 21 матч у кваліфікації до чемпіонатів світу.

## Клубна кар'єра

### Ранні роки
Футбольну кар'єру розпочав у скромному клубі «Іса Таун», який виступав у Другій лізі Бахрейну. Серед відомих вихованців цього клубу був, зокрема, Сальман Іса. Також Талал був капітаном «Іса Таун». Після декількох матчів його помітили керівники «Ріффи», який раніше виступав під назвою «Вест-Ріффа» або «Аль-Ріффа Аль-Гарбі», зрештою контракт Юсефа й Салмана Іси за нерозголошенну суму відступних викупив «Ріффа».

### «Ріффа»
Після переходу в «Аль-Ріффу» (клуб «Риффа») Талал Юсеф став важливим гравцем команди. У складі клубу дебютував у Прем'єр-лізі Бахрейну. Він допоміг команді виграти національний чемпіонат та Кубок наслідного принца. Здобув визнанням завдяки майстерному виконанні штрафних ударів, завдяки чому отримав прізвисько «бахрейнський Бекхем». Разом з «Риффою» тричі вигравав національний чемпіонат (2000, 2003, 2004), тричі ставав володарем кубку країни (2000, 2001, 2004), а також двічі — Кубок наслідного принца Бахрейну (2003, 2004).

### Кувейт
Після успішного виступу на Кубку Азії значна кількість найкращих гравців Бахрейну вирушили до Катару, проте Талал обрав переїзд до «Кувейту». Згодом до нього приєднався захисник Бахрейні Хуссей Алі Баба, також колишній гравець «Аль-Ріффи». Разом з командою двічі вигравав кувейтський чемпіонат (2006, 2007), а також ставав володарем кубку Аль-Курафі (2005). Проте «Кувейт» вирішив не продовжувати контракт з Юсефом й напередодні старту сезону 2007/08 років він перейшов до «Аль-Кадісії». Разом з новою командою виграв кубок Кувейту (2008).

### Повернення в «Ріффу»
Влітку 2008 року повернувся до Бахрейну, де уклав контракт з «Ріффою». Разом з командою у 2010 році виграв кубок короля Бахрейну.

## Кар'єра в збірній
У футболці національної збірної Бахрейну дебютував 1998 року.
Під час Кубка Азії 2004 року Талал Юсеф вийшов на пік форми та продемонстрував хорошу гру. На турнірі виходив на поле у 6-и матчах: проти Китаю (2:2), проти Катару (1:1), проти Індонезії (3:1, гол на 82-й хвилині), в 1/4 фіналу проти Узбекистану (2:2, пен. 4:3), у півфіналі проти Японії (3:4). Відзначився двома голами, в обох випадках реалізувавши штрафні у матчі плей-оф за 3/4-е місце на турнірі проти Ірану. Проте на 90-й хвилині матчу отримав червону картку. Талал потрапив до символічної збірної турніру, разом з партнерами по збірній Бахрейну Алою Хубалі, який розділив звання найкращого бомбардира кубку Азії, та Мухамедом Сальміном. На цьому турнірі бахрейнська збірна продемонструвала свій найкращий результат на великих турнірах, вийшовши до 1/2 фіналу континентальної першості. Юсеф був одним з ключових гравців тієї команди, а по завершенні турніру став капітаном збірної.
У січні 2006 року оголосив про завершення кар'єри в збірній. Проте згодом змінив своє рішення й допоміг Бахрейну кваліфікуватися на кубок Азії 2007 року. У фінальній частині туруніру виходив на поле в двох матчах: проти Індонезії (1:2) та Саудівської Аравії (0:4). Також взяв участь у 18-у та 19-у розіграші Кубку країн Перської затоки, після чого оголосив про завершення міжнародної кар'єри.

### Голи за національну збірну
| # | Дата              | Місце               | Суперник          | Рахунок | Результат | Змагання                           |
| - | ----------------- | ------------------- | ----------------- | ------- | --------- | ---------------------------------- |
|   | 12 листопада 1998 | Манама, Бахрейн     | Оман              | 2–2     | Нічия     | 14-й Кубок Перської затоки         |
|   | 30 грудня 2003    | Ель-Кувейт, Кувейт  | Ємен              | 5–1     | Перемога  | 16-й Кубок Перської затоки         |
|   | 7 січня 2004      | Ель-Кувейт, Кувейт  | ОАЕ               | 3–1     | Перемога  | 16-й Кубок Перської затоки         |
|   | 7 січня 2004      | Ель-Кувейт, Кувейт  | ОАЕ               | 3–1     | Перемога  | 16-й Кубок Перської затоки         |
|   | 10 січня 2004     | Ель-Кувейт, Кувейт  | Кувейт            | 4–0     | Перемога  | 16-й Кубок Перської затоки         |
|   | 10 січня 2004     | Ель-Кувейт, Кувейт  | Кувейт            | 4–0     | Перемога  | 16-й Кубок Перської затоки         |
|   | 25 липня 2004     | Цзінань, Китай      | Індонезія         | 3–1     | Перемога  | Кубок Азії з футболу 2004          |
|   | 6 серпня 2004     | Пекін, Китай        | Іран              | 2–4     | Поразка   | Кубок Азії з футболу 2004          |
|   | 13 жовтня 2004    | Дамаск, Сирія       | Сирія             | 2–2     | Нічия     | кваліфікація Чемпіонату світу 2006 |
|   | 17 листопада 2004 | Манама, Бахрейн     | Таджикистан       | 4–0     | Перемога  | кваліфікація Чемпіонату світу 2006 |
|   | 11 грудня 2004    | Доха, Катар         | Ємен              | 1–1     | Нічия     | 17-й Кубок Перської затоки         |
|   | 17 грудня 2004    | Доха, Катар         | Саудівська Аравія | 3–0     | Перемога  | 17-й Кубок Перської затоки         |
|   | 8 жовтня 2005     | Ташкент, Узбекистан | Узбекистан        | 1–1     | Нічия     | кваліфікація Чемпіонату світу 2006 |
|   | 15 листопада 2006 | Манама, Бахрейн     | Кувейт            | 2–1     | Перемога  | кваліфікація кубку Азії 2007       |
|   | 12 січня 2007     | Дубай, ОАЕ          | Ємен              | 4–0     | Перемога  | Товариський                        |
|   | 18 січня 2007     | Абу-Дабі, ОАЕ       | Саудівська Аравія | 1–2     | Поразка   | 17-й Кубок Перської затоки         |

## Досягнення

### Командні
- Чемпіон Бахрейну: 1999-2000, 2002-03, 2011-12
- Володар Кубка Аль-Хурафі: 2005
- Чемпіон Кувейту: 2005-06, 2006-07
- Володар Кубка Федерації футболу Кувейту: 2007-08
- Володар Кубка Короля Бахрейну: 2009-10

### Індивідуальні
- Потрапляння до команди Всіх зірок Кубку Азії 2004